# Forever and Ever (nummer van Demis Roussos)
Forever and Ever is een nummer van de Griekse zanger Demis Roussos uit 1973.
Het is het eerste nummer van zijn tweede studioalbum Forever and Ever. Het is de derde van vijf singles die van dat album zijn verschenen.
Het nummer is geschreven door Alec Costandinos en Stélios Vlavianós en geproduceerd door Demis Roussos.
De single werd uitgebracht door Philips met "Velvet Mornings" als B-kant. Forever and Ever werd een grote hit in meerdere landen. In zowel de Vlaamse als Waalse Ultratop 50 bereikte het de eerste plaats en in de Nederlandse Top 40 stond het vijf weken op plek 2 en werd het van de toppositie afgehouden door achtereenvolgens Le Lac Majeur van Mortimer Shuman en Power to All Our Friends van Cliff Richard.

## NPO Radio 2 Top 2000
| Nummer met noteringen in de NPO Radio 2 Top 2000 | '03  | '04  | '05  | '06  | '07 | '08  |
| ------------------------------------------------ | ---- | ---- | ---- | ---- | --- | ---- |
| Forever and Ever                                 | 1436 | 1722 | 1747 | 1800 | -   | 1950 |

1. ↑  Een '-' betekent dat het nummer niet was genoteerd en een vetgedrukt getal geeft de hoogste notering aan.
2. ↑  2003 was het eerste jaar met een notering voor dit nummer.
3. ↑  Deze tabel is bijgewerkt tot en met de laatste editie (2024).